# Christian Death

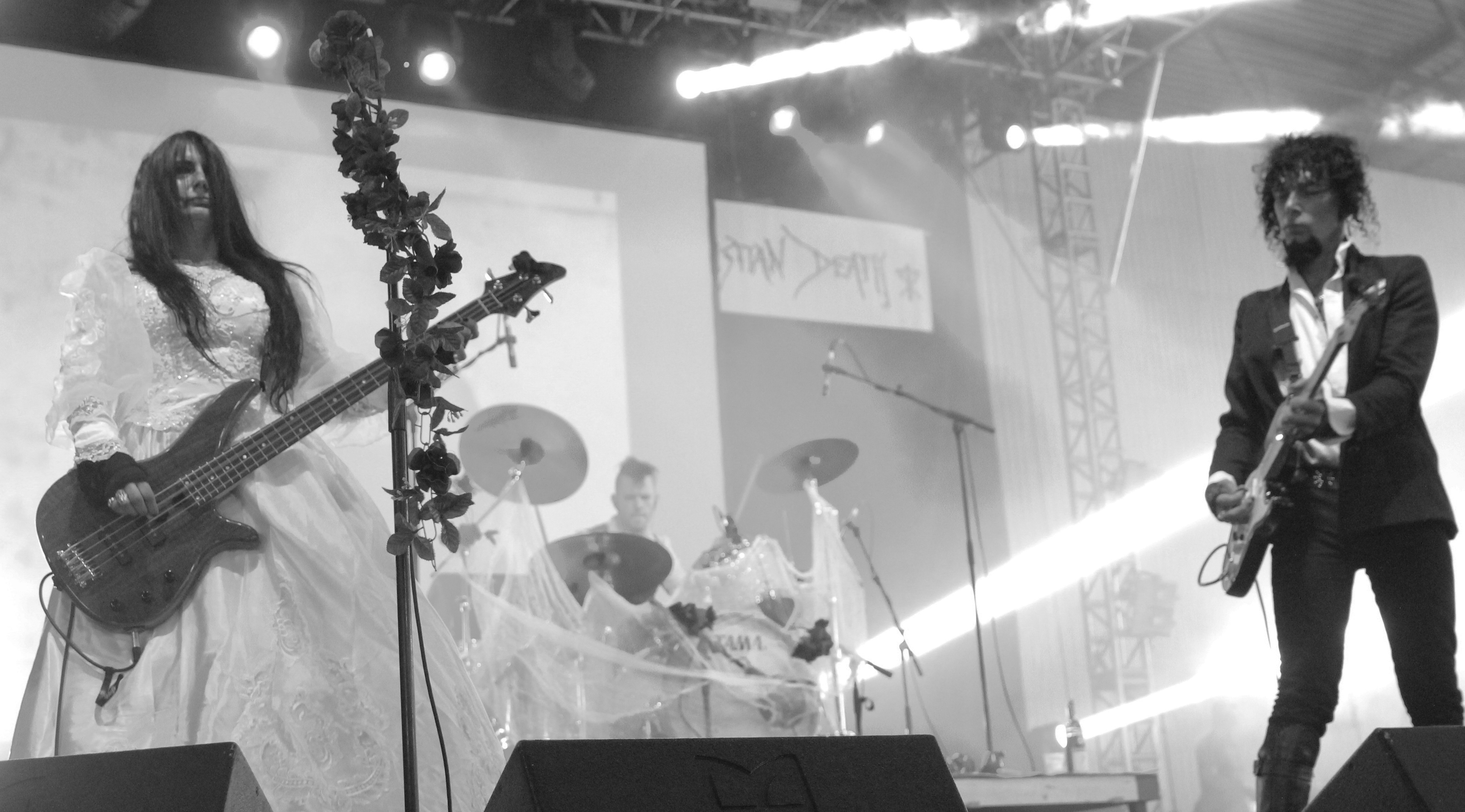
Wave-Gotik-Treffen 2014

Christian Death es una banda de Rock Gótico y Deathrock originaria de Los Ángeles, formada en 1979 y a la que se considera la precursora de este estilo. El grupo estaba liderado y fundado por Rozz Williams, con el guitarrista Jay, James McGearty en el bajo y George Belanger en la batería, presentándose en vivo en varias ocasiones hasta 1981, cuando se integró el guitarrista Rikk Agnew.
Christian Death fueron los pioneros del deathrock bajo influencias de artistas como Alice Cooper e Iggy Pop (de hecho, Rozz Williams, su líder, dijo que en un inicio la gente pensaba que su banda era como Alice Cooper y The Cramps).
Uno de los mayores reconocimientos del grupo llegó con su álbum Only Theatre of Pain, en 1982, que fue decisivo para el nacimiento del estilo deathrock dentro y fuera de Estados Unidos.
Después de algunos grandes cambios en su alineación, a mediados de los años 90, llegaron a confluir dos bandas con el nombre de Christian Death; una liderada por Valor Kand, que había sido guitarrista con Rozz Williams luego de la partida de los integrantes anteriores alrededor de 1985, y quien continuó con la banda independientemente hasta la fecha; por otro lado Christian Death con Rozz Williams se reformó en repetidas ocasiones con diversas alineaciones. Rozz Williams se suicidó en abril de 1998. Christian Death se había dividido ya para aquel entonces.
En 2007 algunos de los miembros originales de la primera etapa de Christian Death se reunieron bajo el nombre de Christian Death 1334.

## Historia

### Formación original con Rozz Williams (1979–1985)
Christian Death fue fundada por un adolescente Rozz Williams en Los Ángeles, California en octubre de 1979. Williams creció en el suburbio oriental de Pomona en una familia cristiana. Williams había llamado originalmente a su banda Upsetters, que incluía al guitarrista Jay (también conocido como John Albert), el bajista James McGearty y el baterista George Belanger. La banda llamó la atención después de cambiar su nombre a "Christian Death" y agregar al ex guitarrista de Adolescents Rikk Agnew. En 1981, hicieron su primera aparición en vinilo con la canción "Dogs" en el álbum recopilatorio de la escena de Los Ángeles "Hell Comes to Your House".
En 1982, Christian Death firmó con Frontier Records y lanzó su álbum debut, "Only Theatre of Pain" en marzo de ese mismo año. Solo Theatre of Pain fue lanzado en Europa por el sello francés L'Invitation Au Suicide, seguido del lanzamiento del disco en Japón.
Christian Death se separó en medio de luchas internas entre bandas y abuso de drogas. Williams reunió una nueva versión de la banda en 1983 fusionándose con otra banda de rock de Los Ángeles, "Pompeii 99", esta nueva formación incluía al guitarrista Valor Kand, la vocalista y teclista Gitane Demone y el baterista David Glass. La nueva versión de la banda grabó sus dos álbumes siguientes, "Catastrophe Ballet de 1984" (con el bajista Constance Smith) y "Ashes" de 1985 (con el bajista Randy Wilde). [1]

### Segunda alineación con Valor Kand (1985–presente)
A mediados de 1985, Rozz Williams dejó Christian Death, en parte debido a su creciente interés en la música experimental y el arte escénico, es entonces cuando el guitarrista Valor Kand asumió el liderazgo de la banda, sirviendo como cantante principal y compositor, junto al bajista Johann Schumann, el guitarrista y teclista Barry Galvin; la banda grabó un EP para el sello italiano Supporti Fonografici titulado "The Wind Kissed Pictures", acreditando a la banda con el nombre de "For Sin And Sacrifice Must We Die A Christian Death". El EP fue posteriormente reeditado en Alemania y los Estados Unidos, acreditado a Christian Death.
El primer álbum del grupo posterior a la salida de Williams fue "Atrocities" de 1986, un álbum conceptual sobre las secuelas de la Segunda Guerra Mundial en la psique europea, al que siguió "The Scriptures" de 1987, grabado por una formación renovada de Kand, Demone, Glass, el guitarrista James Beam y el bajista. Kota. El antiguo baterista Glass dejó el grupo luego del lanzamiento de The Scriptures y regresó a California, donde finalmente trabajó con varios proyectos paralelos de Williams. 
La banda tuvo sus mayores éxitos en las listas independientes del Reino Unido con los sencillos de 1987–89 "Sick of Love", "Church of No Return" y "Zero Sex" y el álbum de 1988 "Sex and Drugs and Jesus Christ", después del sencillo "Zero Sex", Demone optó por dejar la banda.
Valor grabó el álbum conceptual de dos partes "All the Love All The Hate" (1989) en colaboración con "Nick The Bastard", que dio lugar al sencillo de doble cara A "We Fall Like Love" / "I Hate You".

## Conflictos legales y posteriores trabajos
A fines de la década de 1980, mientras también grababa con su proyecto paralelo Shadow Project, Rozz Williams decidió resucitar su propia versión de Christian Death, con su esposa Eva O contribuyendo con la guitarra y la voz. Al presentarse como el Christian Death original, se reunieron con el guitarrista del primer álbum Agnew para una gira de 1989 por Canadá. La banda firmó con la discográfica independiente Cleopatra Records y lanzó el álbum "The Iron Mask" y "Skeleton Kiss EP" en 1992. La recuperación de Rozz Williams por el uso del nombre Christian Death provocó una feroz batalla legal con Valor Kand, sin embargo, Kand ya tenía los derechos legales sobre el nombre debido a la salida de Williams de la banda y el posterior descuido del nombre, en consecuencia a ello, Williams se vio obligado a cambiar el nombre a su grupo para su propia versión, llamándola finalmente "Christian Death Featuring Rozz Williams", después de esto, la versión de Williams lanzó el álbum "The Path Of Sorrows" en 1993 y "The Rage Of Angels" en 1994. Hay un espectáculo de 1993 con los miembros de la era de "Only Theatre Of Pain", Williams, Agnew y Belanger (junto con el bajista Casey Chaos) tocando en vivo en Los Ángeles, en el Patriotic Hall, que fue grabado y luego lanzado en 2001 como un DVD por Cleopatra Records. Williams continuo con otros proyectos musicales, antes de suicidarse el 1 de abril de 1998.
Por su lado, la alineación de Christian Death con Kand continuó tocando y grabando, publicando el álbum de 1990 "Insanus, Ultio, Proditio, Misercordiaque", en el que Kand dirigió el "English Abbey Choir" y la "Commonwealth Chamber Orchestra". La banda agregó al bajista Maitri en 1991. Su primer concierto con Christian Death tuvo lugar en el Festival Contemporáneo, celebrado en el "Anfitheatro delle Cascine" en Florencia, Italia el 12 de julio de 1991. La banda lanzó el álbum "Sexy Death God" en 1994, "the doble Live set Amen" en 1995, "the Nostradamus-themed Prophecies" en 1996 y "Pornographic Messiah" en 1998.
En 2000, Christian Death incorporó al baterista Will Sarginson y realizó una gira por Europa con Cradle of Filth de Gran Bretaña en apoyo del álbum "Born Again Anti Christian".
Kand y Maitri también formaron otra banda, un grupo de black metal / deathrock llamado "Lover of Sin", lanzando el álbum "Christian Death Presents Lover of Sin" en 2002.

## Legado
Los artistas que se han inspirado en el trabajo musical y estético de Christian Death incluyen a Celtic Frost, Danzig, Cradle of Filth, Greg Mackintosh de Paradise Lost, Jonathan Davis de Korn, Type O Negative, Nine Inch Nails, Evanescence, Marilyn Manson y Jane's Addiction.

## Discografía

### Con Rozz Williams

#### Álbumes
- Only Theatre of Pain - 1982
- Catastrophe Ballet - 1984
- Ashes - 1985
- The Iron Mask - 1992
- The Path of Sorrows - 1993
- The Rage of Angels - 1994

#### EP
- Deathwish - 1984

#### Directos
- The Decomposition of Violets - 1986
- Iconologia - 1993
- The Dolls Theatre - 1994
- Sleepless Night (Live 1990)- 1994

#### Recopilaciones y remezclas
- Best of Christian Death - 1999
- Death Club 1981-1993

### Con Valor Kand

#### Álbumes
- Atrocities - 1986
- The Scriptures' - 1986
- Sex and Drugs and Jesus Christ - 1988
- All the Love All the Hate (Part 1 - All the Love) - 1989
- All The Love All The Hate (Part 2 - All the Hate) - 1989
- Sexy Death God - 1994
- Prophecies - 1996
- Pornographic Messiah - 1998
- Born Again Anti-Christian - 2000
- American Inquistion - 2007

#### EP
- The Wind Kissed Pictures - 1985
- Amen - 1995

#### Sencillos
- Believers of the Unpure - 1986
- Sick of Love - 1987
- Church of No Return - 1988
- What's the Verdict - 1988
- Zero Sex - 1989
- We Fall Like Love / I Hate You - 1989

#### Directos
- Jesus Christ Proudly Presents - 1987
- The Heretics Alive - 1989
- Amen - 1995 Live in Mexico City

#### Recopilaciones
- Insanus, Ultio, Proditio, Misericordiaque - 1990
- Jesus Points the Bone at You - 1991
- Past Present and Forever
- The Bible - 1999